# Henri Schoeman
Pour les articles homonymes, voir Schoeman.
Henri Schoeman né le 3 octobre 1991 à Vereeniging en Afrique du Sud est un triathlète professionnel, multiple champion d'Afrique de triathlon (de 2013 à 2016). 

## Biographie

### Jeunesse
Henri Schoeman est né en octobre 1991  d'une famille de sportifs. Son frère ainé Riaan Schoeman, nageur sud-africain, a participé aux Jeux olympiques de 2008 et de 2012 dans la spécialité 400 mètres 4 nages, son père Joe Schoeman est son propre entraîneur. Henri Schoeman a été formé à l'école primaire Atholton (Umhlanga) et au collège Oakridge (au Nord de Durban).
Nageur de formation, il effectue sa transition vers le triathlon à l'âge de 17 ans. Mais après de très bons résultats chez les juniors, — il est champion d'Afrique du Sud plusieurs années de suite —, il souffre d'une fracture de fatigue au tibia en 2009, ce qui l'éloigne de la compétition pendant deux années puis, victime d'un accident de moto, se retrouve avec la clavicule brisée en 2011. Ses années de rééducation l'ont rendu plus fort mentalement pour la compétition.

### Carrière en triathlon
Il participe à ses premiers championnats du monde de triathlon en 2014 où il finit à la 52e position. L'année suivante, il gagne quarante places et se positionne au 12e rang. Après avoir remporté le titre de champion d'Afrique en 2013, pour la première fois lors de l'épreuve d'Agadir au Maroc, il conserve son titre en dominant le champion 2012 Richard Murray en 2 h 0 min 15 s sur l'épreuve de 2014. En 2016, à la suite d'une infection des voies respiratoires qu'il subit durant la semaine avant la course des Jeux olympiques de Rio de Janeiro, le médecin lui accorde l'autorisation de prendre le départ à la dernière minute,. Malgré cela, il réalise l'exploit d'être médaillé de bronze olympique et entre dans l'histoire de ce sport comme le premier Africain à obtenir une médaille olympique en triathlon.

## Palmarès
Le tableau présente les résultats les plus significatifs (podium) obtenus sur le circuit national et international de triathlon depuis 2012,.
| Année | Compétition                               | Pays                | Position           | Temps           |
| ----- | ----------------------------------------- | ------------------- | ------------------ | --------------- |
| 2019  | Championnat d'Afrique du Sud              | Afrique du Sud      | Médaille d'or      | 1 h 53 min 24 s |
| 2019  | Coupe d'Afrique - l'étape de Durban       | Afrique du Sud      | Médaille d'or      | 1 h 53 min 24 s |
| 2018  | WTS Abou Dabi                             | Émirats arabes unis | Médaille d'or      | 57 min 3 s      |
| 2018  | Jeux du Commonwealth                      | Australie           | Médaille d'or      | 52 min 31 s     |
| 2016  | Jeux olympiques - Rio de Janeiro          | Brésil              | Médaille de bronze | 1 h 45 min 43 s |
| 2016  | WTS Finale Cozumel                        | Mexique             | Médaille d'or      | 1 h 46 min 50 s |
| 2016  | Championnats d'Afrique                    | Afrique du Sud      | Médaille d'or      | 2 h 0 min 48 s  |
| 2015  | 5150 Ekurhuleni                           | Afrique du Sud      | Médaille d'or      | 1 h 51 min 2 s  |
| 2015  | Championnats d'Afrique                    | Égypte              | Médaille d'or      | 1 h 52 min 17 s |
| 2015  | Coupe d'Afrique - l'étape de Le Cap       | Afrique du Sud      | Médaille d'or      | 0 h 59 min 42 s |
| 2014  | Championnats d'Afrique                    | Zimbabwe            | Médaille d'or      | 2 h 0 min 15 s  |
| 2014  | Coupe du monde - l'étape de Tongyeong     | Corée du Sud        | Médaille d'or      | 1 h 48 min 15 s |
| 2014  | Jeux du Commonwealth - relais mixte       | Royaume-Uni         | Médaille d'argent  | 1 h 14 min 13 s |
| 2013  | Championnats d'Afrique                    | Maroc               | Médaille d'or      | 1 h 54 min 14 s |
| 2013  | Coupe d'Afrique - l'étape de Troutbeck    | Zimbabwe            | Médaille d'or      | 2 h 1 min 44 s  |
| 2013  | Coupe d'Afrique - l'étape de Buffalo City | Afrique du Sud      | Médaille d'or      | 1 h 57 min 3 s  |
| 2013  | Championnats d'Afrique du Sud             | Afrique du Sud      | Médaille d'or      | 1 h 57 min 3 s  |
| 2013  | 5150 Ekurhuleni                           | Afrique du Sud      | Médaille d'or      | 1 h 55 min 30 s |
| 2012  | Coupe d'Afrique - l'étape de Troutbeck    | Zimbabwe            | Médaille d'or      | 2 h 4 min 18 s  |